# 바다빙어과
바다빙어과(Osmeridae)는 바다빙어목에 속하는 조기어류 과이다. 대서양과 태평양의 바다에서 발견된다. 일부 종은 북아메리카의 오대호와 유럽 북부의 호수 및 해역에서 흔하게 발견된다. 빙어, 날빙어, 열빙어 등을 포함하고 있다. 특히, 물 밖에서 산란하는 물고기는 지구상에서 열빙어 포함 2 종류 밖에 없다.

## 하위 속
- Allosmerus
- 빙어속 (Hypomesus) - 빙어, 날빙어 포함.
- Mallotus - 열빙어 포함.
- Osmerus
- Spirinchus
- Thaleichthys

## 계통 분류
2016년 베탕쿠르(Betancur) 등의 연구에 의한 계통 분류는 다음과 같다.
|  | 바다빙어과                                        |
|  |                                                   |
|  | \| \| 뱅어과 \| \| \| \| \| \| 은어과 \| \| \| \| |
|  |                                                   |
|  | 뱅어과                                            |
|  |                                                   |
|  | 은어과                                            |
|  |                                                   |

|  | 뱅어과 |
|  |        |
|  | 은어과 |
|  |        |

|  | 바다빙어과                                        |
|  |                                                   |
|  | \| \| 뱅어과 \| \| \| \| \| \| 은어과 \| \| \| \| |
|  |                                                   |
|  | 뱅어과                                            |
|  |                                                   |
|  | 은어과                                            |
|  |                                                   |

|  | 뱅어과 |
|  |        |
|  | 은어과 |
|  |        |